# Karen Jønsson
Karen Jønsson född 17 januari 1909 i Köpenhamn, död 2 december 1942 i Stockholm, var en dansk skådespelare, sångerska, pianist och kompositör av dansmusik och visor.
Hon blev antagen på Det Kongelige Danske Musikkonservatorium som sångerska, men avbröt utbildningen då hon gifte sig vid 18 års ålder.
Jønsson uppträdde i en lång rad revyer och komponerade dansmusik och visor. Hennes kanske mest kända sång är Hvorfor er lykken så lunefuld (Varför är lyckan så nyckfull). År 1938 flyttade hon till Stockholm, där hon blev lika populär som i Danmark. Karen Jønsson hann göra fyra filmer under sitt korta liv.
Hon är begravd på Assistens Kirkegård på Nørrebro i Köpenhamn.

## Filmografi
- 1937 - Frøken Møllers jubilaeum
- 1937 -  En fuldendt gentleman
- 1938 - Alarm
- 1939 - I dag begynder livet